# Masakra paryska
Masakra paryska – wydarzenia z dnia 17 października 1961 w Paryżu, kiedy to policja na rozkaz Maurice'a Papona krwawo stłumiła pokojową demonstrację około 25 tysięcy Algierczyków, zwolenników Frontu Wyzwolenia Narodowego.
Szacuje się, że w czasie akcji zginęło od 50 do 200 demonstrantów. Aresztowano 11 538 osób. Część aresztowanych została zwolniona, część deportowano do Algierii. Demonstranci protestowali przeciwko godzinie policyjnej wprowadzonej przez prefekta paryskiej policji Maurice'a Papona. 
Osoby zamordowane zostały pochowane w anonimowych grobach, a ich tożsamość nie została do dziś ustalona. Wiadomości na temat morderstw były cenzurowane i ukrywane przez władze. Oficjalnie ogłoszono, że zginęły jedynie 3 osoby na skutek zamieszek wywołanych przez Algierczyków. Od lat 70. organizacje antyrasistowskie naciskały na władzę, organizując demonstracje i domagając się ujawnienia informacji na temat masakry. W 1991 roku, w 30. rocznicę wydarzeń, zorganizowano dużą 10-tysięczną demonstrację upamiętniającą ofiary i sprzeciwiającą się rasizmowi. 
Francuskie władze w 1999 roku powołały komisję, która zbadała wydarzenia z 17 października i stwierdziła, że 48 osób zostało zabitych. Winnych krwawych zajść nie ukarano.